# Westin St. Francis San Francisco on Union Square

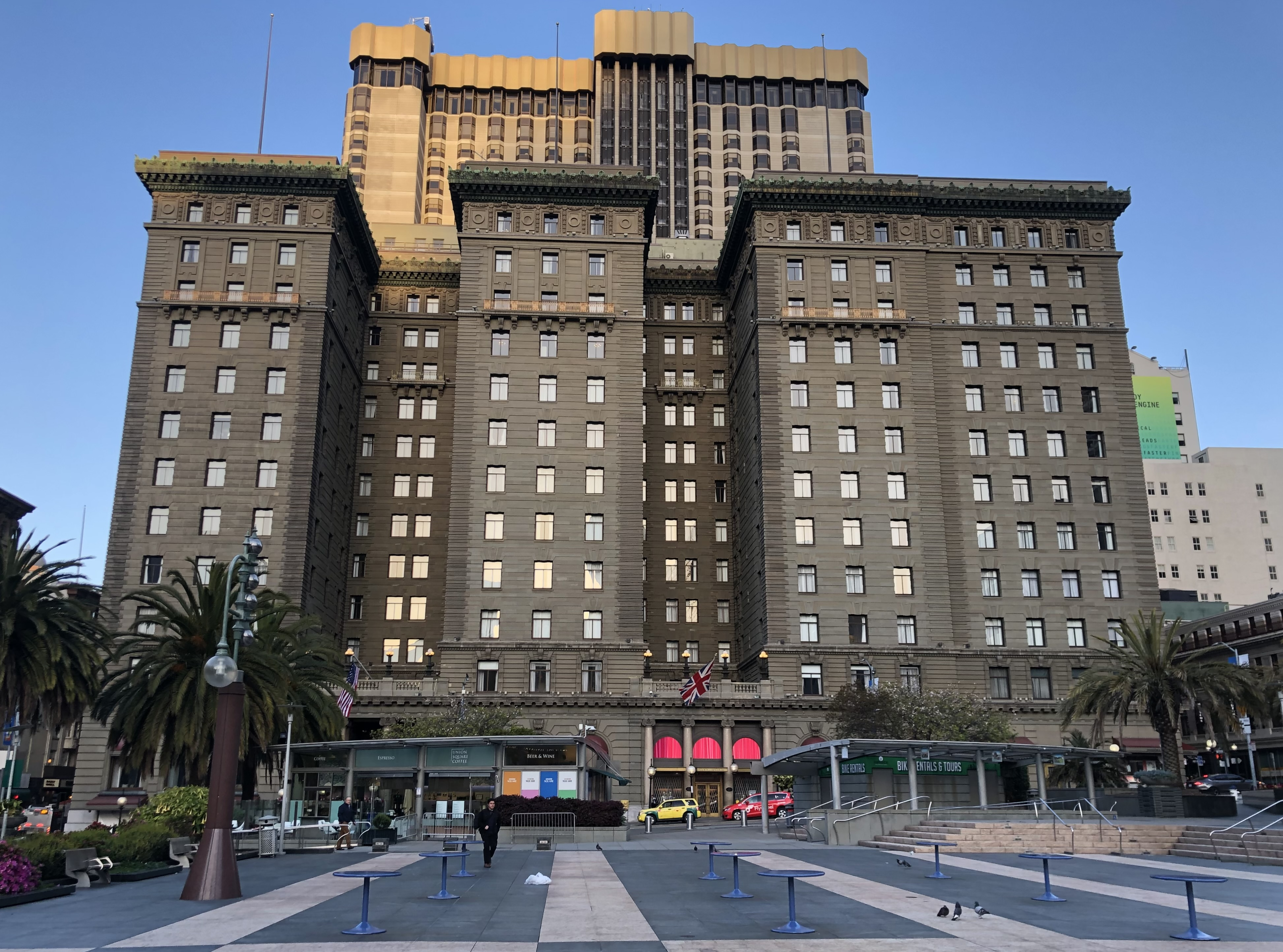
Westin St. Francis San Francisco on Union Square, 2023

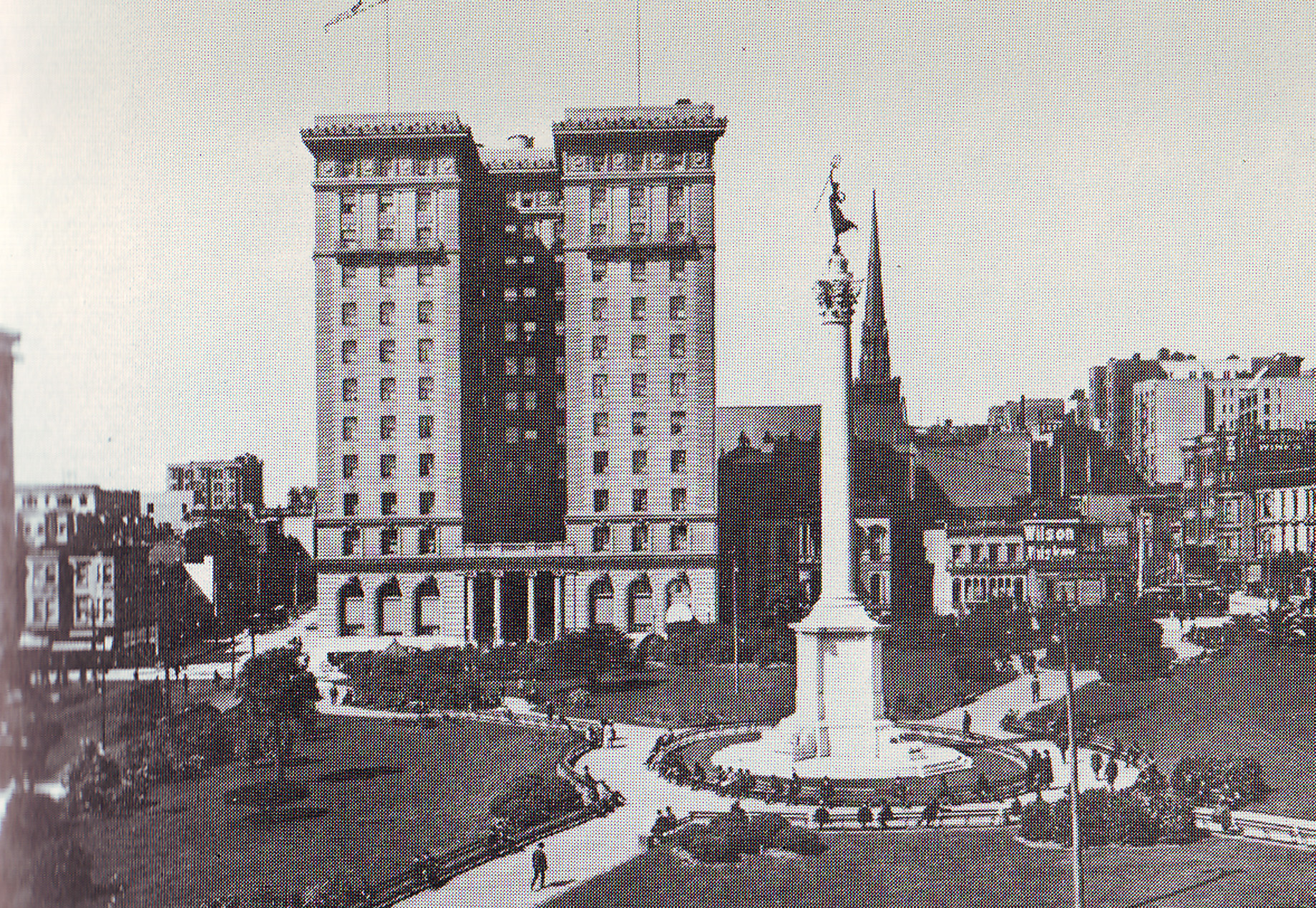
St. Francis, 1904

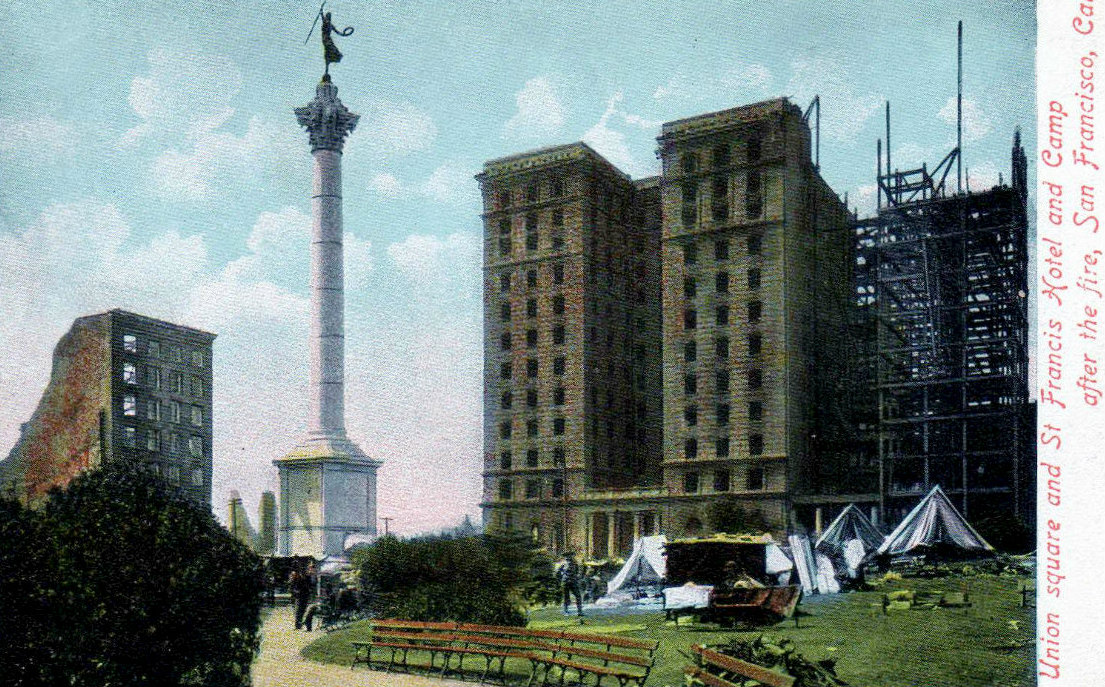
Das Hotel nach dem Erdbeben von 1906

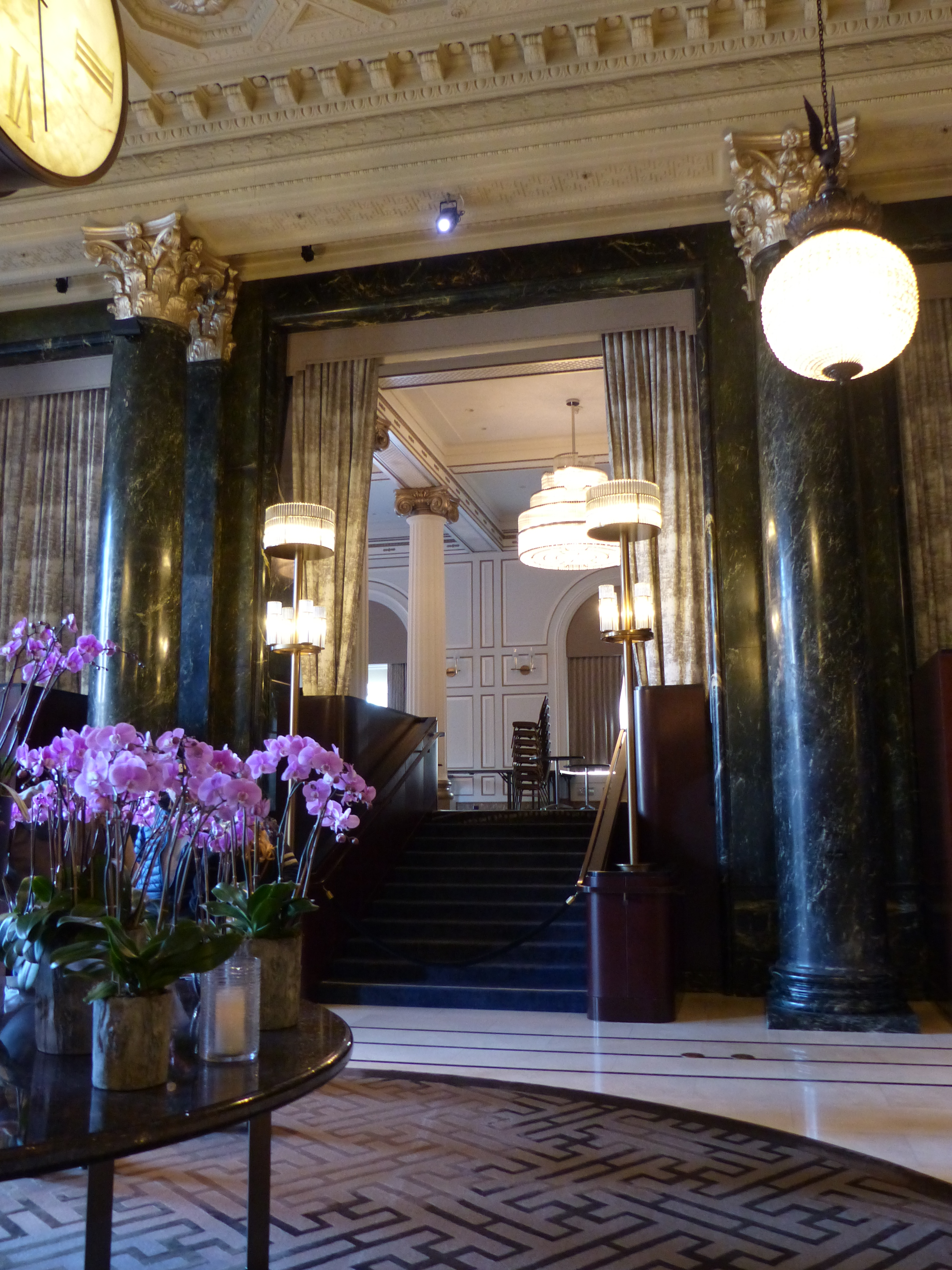
Hotellobby, 2020

Das Westin St. Francis San Francisco on Union Square ist ein Hotel in San Francisco, Kalifornien.

## Lage
Das Hotel befindet sich auf der Westseite des Union Square an der Adresse 335 Powell Street im Zentrum von San Francisco.

## Geschichte
In der Zeit um die Jahrhundertwende zum 20. Jahrhundert wurde seitens des Treuhänders der Familie von Charles Crocker der Plan zum Bau des Hotels angekündigt. Ziel war, vor dem Hintergrund der Idee von San Francisco als Paris des Westens, die Schaffung eines erstklassigen Hotels von Weltruf. Die Bauarbeiten begannen im Jahr 1902, insgesamt wurden dabei damals 2,5 Millionen US-Dollar investiert. Als Architekten waren Bliss & Faville tätig. In der Architektur lehnte man sich an Louis Sullivan an und schuf eine schlichte Fassade. Eröffnet wurde das Hotel als St. Francis am 21. März 1904. Es erfreute sich regen Zuspruchs, so dass bereits nach sechs Monaten Pläne veröffentlicht wurden, einen dritten Flügen, zwei Ebenen mit Apartments und einen Ballsaal anzubauen.
Beim großen Erdbeben in San Francisco am 18. April 1906 blieb das Hotel erhalten, wurde jedoch durch ausgebrochene Brände beschädigt. Die Innenausstattung der damals bestehenden 250 Gästezimmer wurde durch den Brand zerstört. Bei den Bergungsarbeiten wurde der Foxterrier eines Weinkellners im Weinkeller des Hotels lebend gefunden und gerettet. Über ihn wurde in der Presse berichtet. Er erhielt den Namen Francis und wurde zum Symbol für das, angesichts der weitgehenden Zerstörung der Stadt, überraschende Fortbestehen des Hotels. Zur Unterbringung der Gäste wurde 40 Tage nach dem Erdbeben auf dem Union Square um das Dewey-Denkmal ein Provisorium mit 110 Zimmern errichtet. Das eigentliche Hotelgebäude wurde renoviert und Ende des Jahres 1907 mit 450 Gästezimmern wieder eröffnet.
1908 wurde ein dritter Flügel an der Nordseite eröffnet. Zur an der Nordseite verlaufenden Post Street wurden bis 1913 weitere Anbauten vorgenommen. Das St. Francis war damit das größter Hotel an der US-amerikanischen Pazifikküste. 1938 wurde im Hotel die Möglichkeit eingeführt, Geldmünzen waschen zu lassen, so dass die Gäste unter anderem Trinkgelder mit sauberen glänzenden Münzen zahlen können. Das traditionelle Serviceangebot wurde zumindest bis 2010 vorgehalten.
Bekannt war das Wandgemäldezimmer, das sich dort befand, wo heute die Rezeption ist. Es bestand bis 1970 und diente als Restaurant und Nachtclub genutzt. Hier traten bekannte Künstler wie Merv Griffin, Hilo Hattie und Count Basie auf.
Ab 1969 wurde westlich des Hotels der 32-stöckige Pacific Tower errichtet und 1971 eröffnet. In diesem neuen Komplex entstanden neue Gästezimmer, Suiten und Veranstaltungsräume. 2005 wurden im Hotel Innenaufnahmen des Films Wo die Liebe hinfällt … gedreht.
Heute (Stand 2024) gehört das Hotel zur Hotelkette Westin Hotels & Resorts des Hotelunternehmens Marriott International.

## Ausstattung
Im Hotel befinden sich 1195 Hotelzimmer und 35 Konferenzräume mit einer Gesamtfläche von 5200 m². Außerdem werden mehrere Restaurants und Bars im Hotel betrieben.